# Emperador Longqing
Longqing (xinès tradicional: 隆慶, xinès simplificat: 隆庆) va ser el dotzè emperador de la Dinastia Ming (1368-1644) a la Xina. Va regnar només durant 5 anys i mig. Malgrat que va heretar del seu pare un país immers en el caos i la corrupció, els seus primers anys de regnat van ser un període de prosperitat i estabilitat.

## Biografia
Zhu Zaihou (xinès: 朱載垕) va néixer el 4 de març de 1537 a Pequín, va regnar amb el nom de Longqing, que significa "Gran Celebració", i com a nom pòstum o de temple Muzong. A causa que no era el fill gran de l'emperador Jiajing, i perquè la seva mare no estava entre les consorts favorites, Zhu Zaihou va créixer amb poc o gairebé cap contacte amb el seu pare. Molt jove va abandonar el Palau Imperial i va viure sol a una residència, com a Princep de Yu, allunyat de la realitat de la Ciutat Prohibida.
Després de l'època caòtica del seu pare, Longqing va iniciar un procés de reformes amb la recuperació dels funcionaris amb talent que el seu pare havia eliminat, com el cas de Hai Rui, i la supressió dels corruptes, especialment els sacerdots taoistes, malgrat que en els darrers anys del mandat van tornar a ocupar llocs de rellevància. D'altra banda, Longqing va reiniciar el comerç amb altres imperis a Europa, Àfrica i altres parts d'Àsia. Va reforçar la seguretat territorial, que va incloure la fortificació dels ports marítims Zhejiang i Fujian per dissuadir els pirates, una molèstia constant durant el regnat del Jiajing. També va rebutjar l'exèrcit mongol d'Altan Khan, que havia penetrat la Gran Muralla i que va arribar fins a Pequín.
Va morir el 5 de juliol de 1572, després d'una fase on va deixar en mans dels funcionaris eunucs els ressorts del poder.
Va ser enterrat a la tomba Zhaoling amb el nom honorífic de Xiaozhuang i Muzong com a nom de temple.